# Postroff
Postroff település Franciaországban, Moselle megyében. Lakosainak száma 198 fő (2022. január 1.). Postroff Baerendorf, Fénétrange, Niederstinzel, Eschwiller, Kirrberg és Wolfskirchen községekkel határos.

## Népesség
A település népességének változása:
| Lakosok száma | 234  | 209  | 194  | 201  | 217  | 212  | 211  | 213  | 208  | 198  |
|               | 1968 | 1982 | 1990 | 2006 | 2013 | 2015 | 2017 | 2019 | 2020 | 2022 |